# پوهانگ
شهر پوهانگ (به کره‌ای: 포항) (به انگلیسی: Pohang) با جمعیت  ۴۸۹٫۶۹۸  نفر در ایالت  جئونسانگبوک-دو در کشور کره‌جنوبی واقع شده‌است.